# ブッチ・レイノルズ
ブッチ・レイノルズ (Harry ("Butch") Reynolds、1964年6月8日-)は、アメリカ合衆国の元陸上競技選手である。男子400mの元世界記録保持者である。
1988年、レイノルズは、リー・エバンスが1968年メキシコシティーオリンピックで樹立し、20年間破られることのなかった43秒86の世界記録を、一気に0秒57も上回る43秒29という驚異的な世界記録を樹立した。同年の1988年ソウルオリンピック男子400mでは金メダルの期待もかかったが、同じアメリカの後輩、スティーブ・ルイスに敗れ、銀メダルとなった。1600mRでは金を獲得した。
レイノルズが樹立した世界記録は、1999年にマイケル・ジョンソンによって破られるまで11年間輝き続けた。

## 主な実績
| 年   | 大会                       | 場所                         | 種目    | 結果 | 記録    |
| ---- | -------------------------- | ---------------------------- | ------- | ---- | ------- |
| 1987 | 世界陸上競技選手権大会     | ローマ（イタリア）           | 400m    | 銅   | 44.80   |
| 1987 | 世界陸上競技選手権大会     | ローマ（イタリア）           | 4×400mR | 金   | 2.57.29 |
| 1988 | オリンピック               | ソウル（大韓民国）           | 400m    | 銀   | 43.93   |
| 1988 | オリンピック               | ソウル（大韓民国）           | 4×400mR | 金   | 2.56.16 |
| 1993 | 世界室内陸上競技選手権大会 | トロント（カナダ）           | 400m    | 金   | 45.26   |
| 1993 | 世界陸上競技選手権大会     | シュトゥットガルト（ドイツ） | 400m    | 銀   | 44.13   |
| 1993 | 世界陸上競技選手権大会     | シュトゥットガルト（ドイツ） | 4×400mR | 金   | 2.54.29 |
| 1995 | 世界陸上競技選手権大会     | イェーテボリ（スウェーデン） | 400m    | 銀   | 44.22   |
| 1995 | 世界陸上競技選手権大会     | イェーテボリ（スウェーデン） | 4×400mR | 金   | 2.57.32 |

## 記録
- 300m 32秒05　（1987年7月20日）
- 400m 43秒29　（1988年8月17日、世界歴代3位）